# Metal Gear / Solid Snake: Music Compilation of Hideo Kojima / Red Disc
Metal Gear / Solid Snake: Music Compilation of Hideo Kojima / Red Disc è una compilation contenente brani originali e remixati dei videogiochi stealth Metal Gear e Metal Gear 2: Solid Snake. Il CD è uscito il 23 dicembre 1998, cioè dopo l'uscita di Metal Gear Solid.

## Tracce
Dove non diversamente specificato, i brani sono stati composti dallo studio Konami Kukeiha Club e arrangiati da Hikaru Nanase e Yoshiyuki Itoo. Ad eccezione di An Advance, Advance Immediately e Farewell, tutti gli altri brani sono stati registrati di nuovo appositamente per il CD. 
1. Theme of Solid Snake – 3:02
2. Theme of Tara – 5:28 – Arrangiato da Kanichiro Kubo
3. The Front Line – 2:32 – Arrangiato da Konami Kukeiha Club
4. Frequency 140.85 – 3:20
5. Sneaking Mission – 5:32 – Arrangiato da Kanichiro Kubo. Chitarra: Kosei Kubo
6. Level 3 Warning – 3:12
7. Return to Dust – 3:26
8. Chasing the Green Beret – 3:16
9. Imminent – 2:00
10. An Advance – 1:43 – Arrangiato da Konami Kukeiha Club
11. Advance Immediately – 2:10 – Arrangiato da Konami Kukeiha Club
12. Night Fall – 3:18
13. Level 1 Warning – 2:53
14. Red Alert – 5:12 – Arrangiato da Kanichiro Kubo. Chitarra: Kosei Kubo
15. Infiltration – 3:23
16. Farewell – 1:52 – Arrangiato da Konami Kukeiha Club
17. Return of Fox Hounder – 5:18 – Arrangiato da Kanichiro Kubo. Chitarra: Kosei Kubo
18. Red Sun – 3:19
19. Exit – 5:07 (musica: Motoaki Furukawa) – Arrangiato da Motoaki Furukawa. Chitarra: Motoaki Furukawa
20. Heavy Metal Gear – 5:06 (musica: Motoaki Furukawa) – Arrangiato da Motoaki Furukawa. Chitarra: Motoaki Furukawa